# François-Étienne Calla
Pour les articles homonymes, voir Calla.
François-Étienne Calla (1762-1836) est un mécanicien et industriel français des XVIIIe et XIXe siècles.

## Biographie
Étienne Calla naquit en 1762 et décéda à Paris le 22 mai 1836. Il épousa Marie Angélique Legrand avec laquelle. Ils eurent quatre enfants : Éléonore Angélique, Adélaïde, Félicité Victorine et Christophe François (1802-1884), qui lui succéda dans ses activités industrielles.
François-Étienne Calla fut élève de Jacques de Vaucanson et proche collaborateur des frères Perier. 
À la demande de Madame de Genlis, il élabore en 1783 des maquettes à l’échelle 1/8e pour les enfants du duc de Chartres, dont le futur Louis-Philippe Ier. 
Il créa les établissements de mécanique et les fonderies Calla à Paris en 1788. Initialement situées rue du Faubourg-Saint-Denis, il les installa par la suite rue du Faubourg-Poissonnière.
L’activité principale de ses ateliers de mécanique était la construction de machines-outils pour les filatures et de machines à vapeur. François-Étienne Calla réalisa également la chaudière modèle Barlow et la mécanique du premier bateau à vapeur de Robert Fulton, le Nautilus, qui fut inauguré sur la Seine devant plusieurs ministres de Napoléon. Il innova en créant le « tour parallèle » dans les années 1830.
C'est aussi à lui que l'on doit les fontes ornementales du Panthéon, la charpente et les fontes ornementales de l’église Saint-Vincent-de-Paul réalisée par son ami l'architecte Jacques Hittorff et située dans le quartier Poissonnière, près de ses fonderies. Il participe également à la construction de l'église de la Madeleine en fournissant les dizaines de tonnes de fonte utilisées.
François-Étienne Calla est le premier qui ait fabriqué en fonte de fer, sur une grande échelle, des ornements décoratifs pour les édifices publics et particuliers. C'est à la maison Calla que l'on doit la fontaine de la place Louvois (fontaine Louvois). Place de la Concorde, Hittorff avait initialement prévu que les fontaines, les colonnes rostrales et les grands candélabres de la place de la Concorde soient réalisés par son ami Calla. Finalement, ils furent réalisés par la maison Muel, à Tusey près de Vaucouleurs dans la Meuse. Les premières grandes fontes, comme des statues ou des pièces d'ornementation, sortirent des fonderies Calla et Muel.
François-Étienne Calla réalisa par contre les quatre fontaines du Carré Marigny dans les promenades des Champs-Élysées (fontaine de Dyane, fontaine de la Grille du Coq, fontaine des quatre saisons et fontaine de Vénus). La « signature » de la fonderie Calla est toujours visible sur les différentes œuvres citées ici. On peut donc accorder aux maisons Calla et Muel l'honneur d'avoir créé en France l'industrie des fontes d'art.

## Distinctions
Il porta le titre honorifique de « Mécanicien du Roi » (1824) et reçut le grand prix de la Société Royale d’encouragement pour ses perfectionnements dans le moulage de la fonderie,.